# Жмеринське вище професійне училище
Жмеринське вище професійне училище  — державний професійно-технічний навчальний заклад в місті Жмеринка, який готує фахівців залізничного транспорту,а також сфери послуг.

## Діяльність
Форма навчання: денне навчання
На державній та контрактній основі

## Перелік спеціальностей, за якими проводиться підготовка в училище

### На базі повної загальної середньої освіти
- провідник пасажирського вагона (17,5 років) — термін навчання 1 рік
- електромонтер контактної мережі(17,5 років) — термін навчання 1 рік
- помічник машиніста електровоза. Слюсар з ремонту рухомого складу — термін навчання 1,5 рік
- Кухар, Офіціант. Бармен — термін навчання 1,5 рік

### з 3-річним терміном навчання на базі базової загальної середньої освіти
- Слюсар з ремонту рухомого складу, помічник машиніста електровоза, помічник машиніста тепловоза (15,5 — 16 років);
- Провідник пасажирського вагона; касир квитковий, касир багажний,; прийомоздавальник вантажу та багажу (15,5 — 16 років);
- Слюсар з ремонту рухомого складу, оглядач вагонів (15,5 — 16 років);
- Електромонтер контактної мережі (15,5 — 16 років);
- Монтер колії;
- Слюсар з ремонту колійних машин та механізмів;
- Бригадир з поточного утримання колій та штучних споруд;
- Столяр будівельний;
- Штукатур, лицювальник, плиточник;
- Кухар, Офіціант, Бармен
- Перукар(перукар-модельєр), Манікюрник.

## Історія
1 лютого 1923 року в Жмеринці відкрито  Механічну школу учнівства при 5-й дільниці тяги Південно-Західної залізниці.
Педколектив складався з 9 чоловік — 2 майстри і 7 викладачів, директором був Мар'їн Георгій Олександрович.
Контингент складався з 2 груп — 53 учні. Перший випуск був у 1926 році, і в цьому ж році школу назвали «Школа робітничої молоді» (ШРМ)
Із 1930 року вона носить назву школа ФЗУ. В 1932-34 роках було споруджено нове типове 3-х поверхове приміщення, контингент учнів перевищив 1000. Термін навчання — від 6 місяців до 2 років.
Із 1925 по 1935 рр. директорами були Сабінський І. О., Марцишевський М. Г., Пилясов, Могилицький Г. П., Бородін А. І., Запара І. Ф. Частина з них потрапили під жорна сталінських репресій
У 1935 році педколектив очолив Рудман І. М., який працював до 1970 року.
Керівництво паровозного депо направило на педагогічну роботу першого свого комісара Шестока Володимира Павловича. Прийшли працювати в училище Горбуляк Д. Й., Габонич І. Й. та інші.
У 1933 році була випущена перша група помічників паровозних машиністів.
З 2. 10. 1940 року училище отримало назву Залізничного училища № 1 Міністерства Трудових Резервів, а учням стали видавати форму, на
лацканах і пряжках пасків були вибиті літери «ЖУ-1».
У передвоєнні роки училищем було підготовлено і передано на виробництво до 4 тисяч спеціалістів.
7 липня 1941 року директор училища Рудман І. М. організував евакуацію працівників, майна училища і 225 учнів в м. Куйбишев.
Під час окупації німці спалили училище.
Після звільнення Жмеринки в березні 1944 року прийшлось відбудовувати усе, і в 1946 році це було зроблено. Училище знову стає притулком для знедолених, бо тут годують, одягають, дають безкоштовно гуртожиток. На педагогічну ниву приходять фронтовики Басенко П. Р., Радченко А. Ф., Штус А. Б., Щотковський Л. А.
В 1947 році заступником директора призначено випускника 1933 року Кротова Володимира Івановича, який займається вивченням історії Жмеринки, району, базових підприємств, накопичує документи і матеріали з історії міста. Він — автор путівника, меморіальних дощок, нарисів у місцевих газетах.
У 1948-50 роках споруджується приміщення навчальних майстерень, що дало змогу вести уроки виробничого навчання в 3-х слюсарних майстернях і одній столярній, працювала кузня.
Підготовку столярів вів майстер виробничого навчання Дорош Володимир Васильович, йому було присвоєно звання «Заслужений майстер народної творчості». Його скульптурні роботи експонуються в місцевих музеях. Навчання бригадирів колії вів Буга К. Д. У навчальному закладі робив перші професійні кроки майстер, а після — викладач теплового господарства Масний П. І.
Педколектив своїми силами забезпечував навчальний процес наочністю, інструментами та меблями. За таку роботу з 1949 по 1952 роки Міністерство Трудових Резервів дев'ять разів відзначало його Перехідними червоними прапорами, Почесними Грамотами і грошовими преміями у розмірі від 7500 до 20000 крб. Два рази училище займало перше місце серед училищ Союзу, за що було нагороджено Перехідними червоними прапорами Ради Міністрів Союзу. Пізніше два таких прапори за успіхи в навчанні і роботі передали на вічне зберігання в училищі.
Групи переможців нагороджувалися поїздками до міст Вінниця, Умань, Київ, Одеса, Севастополя, Хатинь, Брест, Ленінград.
У стінах училища працювали спортивна секції, гуртки художньої самодіяльності і гуртки технічної творчості, їх експонати демонстрували на виставках. Із учнями проводив уроки майстерності «жмеринський лівша» Маслюк Михайло Григорович.
Із 10. 9. 1961 року училище носить назву «Міське професійно-технічне училище № 1 Головного управління професійної освіти при Раді Міністрів УРСР». В колектив приходить нове покоління майстри Белевич М. В., Андрушков С. В., Пивовар П. А.
У 1964 році випущена перша група машиністів тепловозів. В 1965 році відкрито кімната бойової і трудової слави, яка стала основою музею. На його базі працює Народний університет «Червона гвоздика», слухачі якого вивчають історію міста, пам'ятники історії і культури рідного краю. Його очолює Кротов В. І. Музей стає місцем зустрічей В ювілейні роки тих, хто звільняв Жмеринку в березні 1944 року, підпільників, учасників Великої Вітчизняної.
Викладачі іноземної мови Землякова Л. В. і Чічкаленко Л. М. організовують заняття Клубу інтернаціональної дружби, їх гостями стають студенти і учні з країн Африки, Латинської Америки, Монголії, що навчаються в закладах м. Вінниці і Вінницької області.
З 1. 09. 1969 р. училище називається «Середнє професійно-технічне училище № 1 Вінницької області». В 1970 році директором призначають Устюжанінова Павла Васильовича, який приймає естафету у Рудмана І. М. В 1973 році директором призначають Якименка Аліма Мар'яновича, він закінчує будівництво спортивного і актового залів. У 1978 році починається підготовка учнів з будівельних професій, розширюється навчальний корпус. (1983 р.)
Випускники училища трудяться не тільки на підприємствах Жмеринки Жмеринського відділку, а й у Києві, Харкові, Ташкенті, на БАМі.
Коростенський відділок направляє учнів для навчання за професією «Помічник машиніста тепловоза».
Багато випускників продовжують навчатись далі, деякі з них стають керівниками базових підприємств не тільки Жмеринського вузла, а й інших підприємств Південно-Західної залізниці: Мельник І. П. — начальник дистанції колії, Шевченко В. П. — начальник вагонного депо, Колесник Л. В — начальник локомотивного депо, Андрушков Ю. С. — начальник вокзалу.
Випускниками училища поповнюється диспетчерський апарат відділку, окремі очолюють колективи проміжних станцій. Випускник Сабадаш В. П. був начальником столичного вокзалу, а тепер начальник станції Київ-Пасажирський.
Дехто зв'язав своє життя з наукою Це: Янишев П. К. — науковий співробітник інституту радіотехніки, електротехніки і кібернетики; завідує кафедрою Криворіжської гірничої академії, Кухар А. С., Тихоненко В. П. і Крикун О. П — кандидати філософських і історичних наук Київського державного університету. Сивак І. П. стан заступником начальника управління по підготовці космонавтів. Брамський К. А. — заслужений працівник автотранспорту України, член спілки журналістів України.
Більше 2500 випускників нагороджено орденами і медалями Радянського Союзу.
З 1997 р. ведеться підготовка з нових професій провідники, касири, прийомоздавальники, кухарі. В 2002 р. контингент училища склади 1310 учнів, а всього за роки існування випущено більше 22 000 спеціалістів.
База училища має 26 кабінетів, 2 лабораторії, 5 майстерень, їдальню.
З 2002 р. директором є Кузьмін Владислав В'ячеславович.

## Адміністрація училища
- Кузьмін Владислав В'ячеславович — директор училища, спеціаліст вищої категорії, «Старший викладач», відмінник освіти України
- Кульпіта Ярослав Анатолійович — заступник директора з навчально-виробничої роботи
- Чичкаленко Олена Євгеніївна - заступник директора з навчальної роботи, спеціаліст вищої категорії, викладач- методист
- Перепечай Ольга Олексіївна — заступник директора з виховної роботи, спеціаліст вищої категорії, викладач-методист, відмінник освіти України
- Мосейчук Оксана Анатоліївна — методист, спеціаліст вищої категорії, викладач-методист
- Діденко Валентина Василівна — методист — спеціаліст вищої категорії, викладач-методист, відмінник освіти України
- Марценюк Віталій Вікторович— старший майстер
- Білостенна Олена Павлівна — інспектор відділу кадрів

## Випускники
- Казміров Олександр Вікторович (1996—2018) — солдат Збройних сил України, учасник російсько-української війни.
- Кузнєцов Владислав Олексійович (* 1992) — солдат Збройних сил України, учасник російсько-української війни.
- Москаленко Антон Якович (1991—2014) — старший солдат Збройних сил України, учасник російсько-української війни.
- Семенюк Микола Іванович (1973—2019) — молодший сержант Збройних сил України, учасник російсько-української війни.